# Кавитация

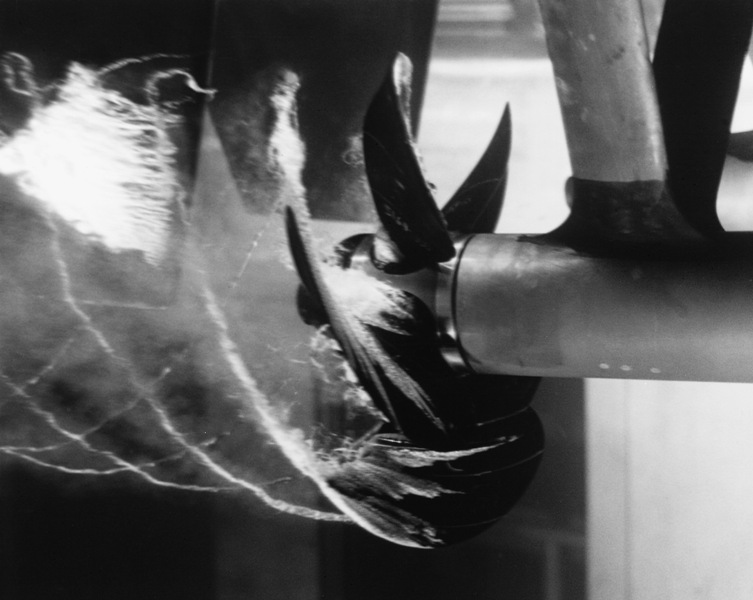
Кавитационный след гребного винта

Кавита́ция (от лат. cavitas (cavitatis) — углубление, полость) — физический процесс образования разрывов сплошности, то есть пузырьков (пустот) в жидкостях в результате местного понижения давления. Этому способствуют зародыши кавитации.
Кавитация возникает в результате местного понижения давления в капельной жидкости:
- при движении жидкости с большими местными скоростями (гидродинамическая кавитация)[2];
- во время полупериода разрежения акустической волны большой интенсивности (акустическая кавитация)[2].

Гидравлические удары в момент замыкания сплошности вызывают эрозионное разрушение материала гребных винтов, роторов насосов и т. п., а также специфическую коррозию металлов, из которых сделаны эти детали, из-за того, что пассивирующая оксидная плёнка непрерывно удаляется.
При невозможности избежать кавитации на практике её стараются усилить и перевести в режим «суперкавитации» и струйного обтекания.

## Гидродинамическая кавитация
Гидродинамическая кавитация возникает в участках потока, на которых давление понижается до критического значения, ниже которого присутствующие в жидкости пузырьки газа или пара — зародыши кавитации — получают возможность неограниченного роста. Переходя в зону повышенного давления, пузырёк сжимается. Если он содержит достаточно много газа, то возвратится к первоначальному радиусу и способен совершить таким образом несколько циклов затухающих колебаний.
Если пузырёк содержит мало газа, он схлопывается полностью в первом же периоде. Сокращение пузырька происходит с большой скоростью и сопровождается звуковым импульсом, который тем сильнее, чем меньше газа было в пузырьке. При высокой интенсивности кавитации образуется и схлопывается множество пузырьков, которые создают сильный шум сплошного спектра в диапазоне от сотен герц до сотен килогерц. Обтекаемое жидкостью тело оказывается окружено чётко ограниченной кавитационной зоной, заполненной движущимися пузырьками.
При идеальном смачивании твёрдого тела идеально однородной жидкостью теоретически кавитационный режим наступает при давлениях значительно ниже давления насыщенного пара. Вычисленная прочность воды на разрыв с учётом тепловых флуктуаций составляет 1500 кгс/см² (150 МПа). В реальности максимальное достигнутое напряжение на разрыв тщательно очищенной воды составляет 280 кгс/см² (28 МПа), а для обычных жидкостей разрыв наступает вскоре после достижения давления насыщенного пара из-за наличия кавитационных зародышей, то есть всякого рода неоднородностей на поверхности твёрдого тела или в жидкости: плохо смачиваемых участков, твёрдых частиц, микроскопических газовых пузырьков в оболочках из поверхностно активных веществ, которые не дают им раствориться, и т. п.
При усилении гидродинамической кавитации пузырьки объединяются в общую каверну и обтекание становится струйным, причём этот процесс совершается тем раньше, чем хуже обтекаемость тела и чем больше у него острых кромок. Это явление называют режимом суперкавитации.
Гидродинамическая кавитация может быть охарактеризована числом кавитации, с помощью которого могут быть вычислены размеры каверны и действующие на тело силы, а также установлено подобие при моделировании:
{\displaystyle \kappa =2{\frac {p_{0}-p_{d}}{\rho v_{0}^{2}}}}, где
{\displaystyle p_{0},v_{0}} — давление и скорость набегающего потока;
{\displaystyle p_{d}} — давление насыщенного пара.
Кавитация возникает при достижении потоком граничной скорости, при которой давление в потоке становится равным давлению парообразования (насыщенных паров). Этой скорости соответствует граничное значение критерия кавитации.
В зависимости от величины {\displaystyle \kappa } можно различать четыре вида потоков:
- докавитационный — сплошной (однофазный) поток при {\displaystyle \kappa >1},
- кавитационный — (двухфазный) поток при {\displaystyle \kappa \approx 1},
- пленочный — с устойчивым отделением кавитационной полости от остального сплошного потока (пленочная кавитация) при {\displaystyle \kappa <1},
- суперкавитационный — при {\displaystyle \kappa \ll 1}.

## Акустическая кавитация
Основным отличием акустической кавитации от гидродинамической является то, что образование и схлопывание кавитационных пузырьков происходит в одном и том же месте, но в разные моменты времени: образование в полупериоде пониженного давления в звуковой волне, а схлопывание — в полупериоде повышенного давления. Пузырьки заполнены чаще паром жидкости, а не газом. Более того, жидкость с газосодержанием более 50% от насыщенного в ультразвуковом поле частично обезгаживается.
Существующие в жидкости газовые пузырьки приходят в нелинейные колебания при воздействии акустических волн любой интенсивности, но паровая кавитация начинается при некотором пороговом значении амплитуды давления. Порог акустической кавитации лежит в широких пределах и зависит от наличия зародышей кавитации. Он повышается при росте общего давления, после обжатия жидкости давлением 1000 атм и более, после обезгаживания, при охлаждении, с ростом частоты звука и с уменьшением продолжительности звукового импульса. Для стоячей волны порог ниже, чем для бегущей.
Появление кавитации сильно изменяет свойства жидкости и режим работы излучателя звука. В частности, волновое сопротивление жидкости снижается, и нагрузка на излучатель падает.

## Вредные последствия

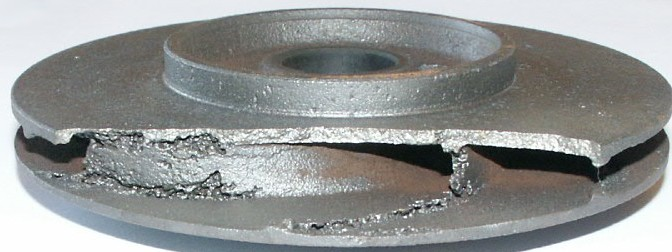
Повреждения, наносимые эффектом кавитации (часть насоса)

Кавитационная эрозия металлов вызывает разрушение гребных винтов судов, рабочих органов насосов, гидротурбин и т. п., также кавитация является причиной шума, вибрации и снижения эффективности работы гидроагрегатов. Шум, создаваемый кавитацией, является особой проблемой на подводных лодках, так как снижает их скрытность.
Теория эрозионного процесса при гидродинамической кавитации отсутствует. Наиболее распространённая точка зрения отводит ведущую роль гидравлическим ударам при схлопывании кавитационных пузырьков, а окислительные процессы играют подчинённую роль. По сравнению с чугуном и углеродистыми сталями более стойкими к кавитации являются бронзы и нержавеющая сталь. Эксперименты показали, что вредному, разрушительному воздействию кавитации подвергаются даже химически инертные к кислороду вещества (золото, стекло и др.), хотя и намного более медленному.

Поскольку под воздействием переменного местного давления жидкости пузырьки могут резко сжиматься и расширяться, то температура газа внутри пузырьков колеблется в широких пределах, и может достигать нескольких сот градусов по Цельсию. Имеются расчётные данные, что температура внутри пузырьков может достигать 1500 °C.  Следует также учитывать, что в растворённых в жидкости газах содержится больше кислорода в процентном отношении, чем в воздухе, и поэтому газы в пузырьках при кавитации химически более агрессивны, чем атмосферный воздух — вызывают в итоге окисление (вступление в реакцию) многих обычно инертных материалов.

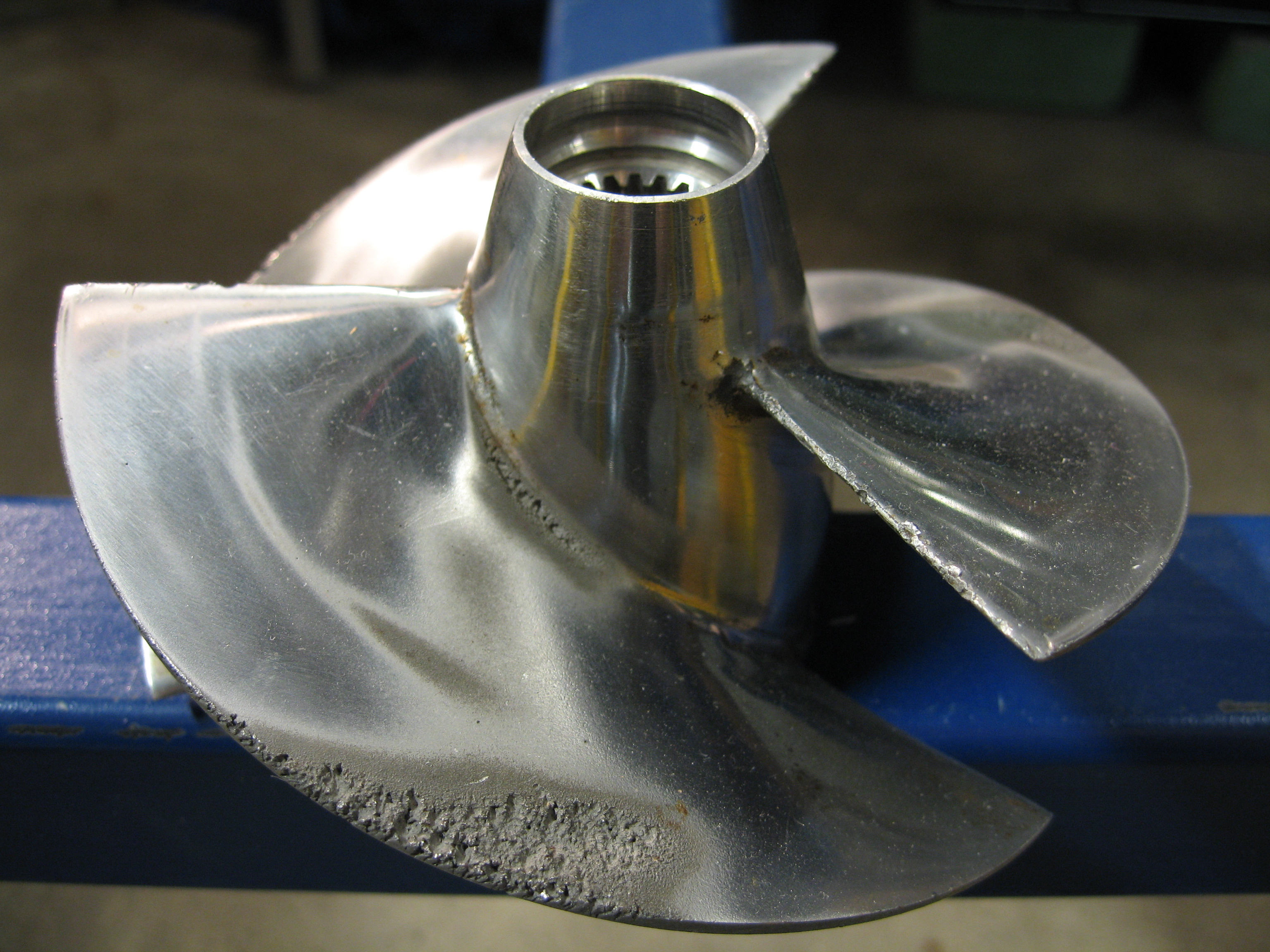
Кавитационные повреждения гребного винта

В метрологии, при использовании ультразвуковых расходомеров, кавитационные пузыри модулируют волны в широком спектре, в том числе и на рабочих частотах расходомеров, что приводит к искажению их показаний.

### Предотвращение последствий
Наилучшим методом предотвращения вредных последствий кавитации для деталей машин считается изменение их конструкции таким образом, чтобы предотвратить образование полостей либо предотвратить образование этих полостей возле поверхности детали. Могут применяться защитные покрытия, например, газотермическое напыление сплавов на основе кобальта.
В системах гидропривода часто используют системы подпитки. Они, упрощённо говоря, представляют собой дополнительный насос, жидкость от которого начинает поступать через специальный клапан в гидросистему, когда в последней давление падает ниже допустимого значения. Если давление в гидросистеме не опускается ниже допустимого, жидкость от дополнительного насоса идёт на слив в бак. Системы подпитки установлены, например, во многих экскаваторах.

## Полезное применение

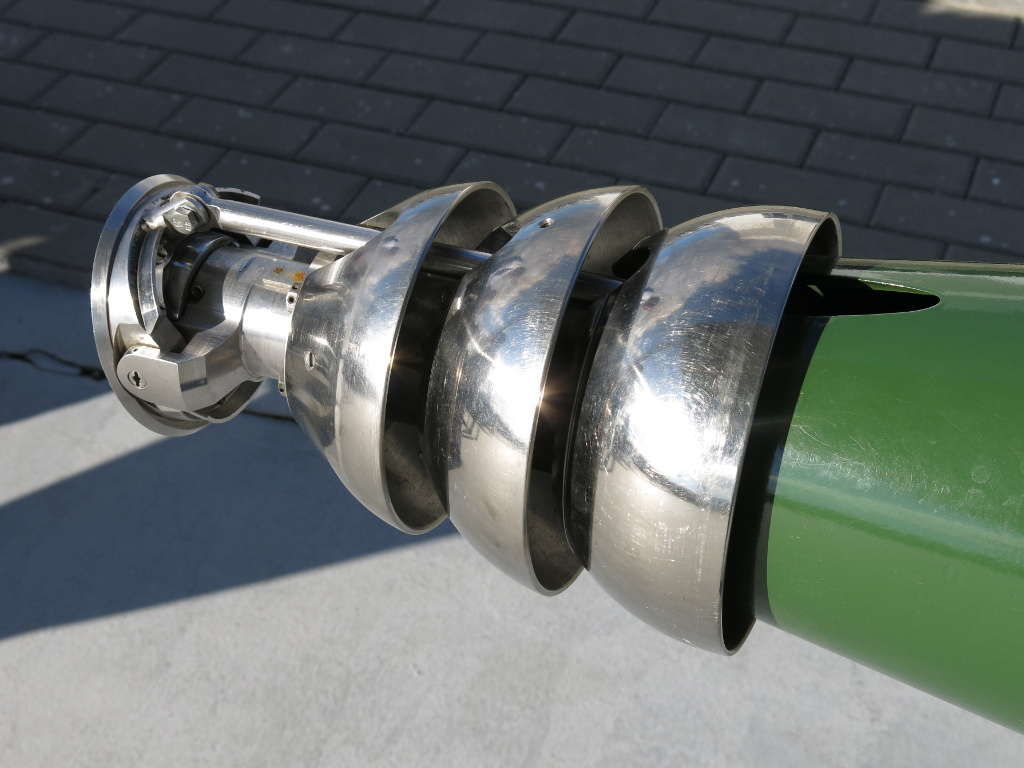
Носовая часть торпеды «Шквал»

Хотя гидродинамическая кавитация нежелательна во многих случаях, есть исключения. Например, сверхкавитационные торпеды, используемые военными, обволакиваются в большие кавитационные пузыри. Существенно уменьшая контакт с водой, эти торпеды могут передвигаться значительно быстрее, чем обыкновенные торпеды. Так сверхкавитационные торпеды («Шквал» и «Барракуда»), в зависимости от плотности водной среды, развивают скорость до 370 км/ч. Кавитация применяется также для стабилизации игольчатых пуль подводных боеприпасов (например, боеприпасы автомата АПС или патроны 5.45x39 ПСП для автомата АДС).
Наибольшее значение кавитация имеет в практических применениях ультразвуков.
Ионизация при кавитации вызывает и ускоряет химические реакции.
Спектральный анализ света, испускаемого в результате сонохимической реакции, показывает химические и плазменные базовые механизмы энергетической передачи. Свет, испускаемый кавитационными пузырями, называется сонолюминесценцией.
Гидравлические удары и интенсивные микропотоки жидкости вблизи пузырьков вызывают очистку поверхности твёрдых тел, диспергирование твёрдых частиц и эмульгирование обычно не смешивающихся жидкостей.
Кавитационные пузыри, схлопываясь, порождают ударные волны, которые разрушают частицы загрязнений или отделяют их от поверхности. Таким образом, снижается потребность в опасных и вредных для здоровья чистящих веществах во многих промышленных и коммерческих процессах, где требуется очистка как этап производства.
В промышленности кавитация часто используется для гомогенизации (смешивания) и отсадки взвешенных частиц в коллоидном жидкостном составе, например, смеси красок или молоке. Многие промышленные смесители основаны на этом принципе. Обычно это достигается благодаря конструкции гидротурбин или путём пропускания смеси через кольцевидное отверстие, которое имеет узкий вход и значительно больший по размеру выход: вынужденное уменьшение давления приводит к кавитации, поскольку жидкость стремится в сторону большего объёма. Этот метод может управляться гидравлическими устройствами, которые контролируют размер входного отверстия, что позволяет регулировать процесс работы в различных средах. Внешняя сторона смесительных клапанов, по которой кавитационные пузыри перемещаются в противоположную сторону, чтобы вызвать имплозию (внутренний взрыв), подвергается огромному давлению и часто выполняется из сверхпрочных или жестких материалов, например, из нержавеющей стали, стеллита или даже поликристаллического алмаза (PCD).

### Кавитационная обработка топлива
Кавитацию используют для обработки топлива. Во время обработки топливо дополнительно очищается (при проведении химического анализа сразу обнаруживается существенное уменьшение количества фактических смол), и перераспределяется соотношение фракций (в сторону более лёгких). Эти изменения, если топливо сразу поступает к потребителю, повышают его качество и калорийность, чем достигается более полное сгорание и уменьшение массовой доли загрязняющих веществ. Исследования по влиянию кавитации на топливо проводят частные компании и государственные институты, например Российский государственный университет нефти и газа им. И. М. Губкина.
Кавитационные процессы имеют высокую разрушительную силу, которую используют для дробления твёрдых веществ, которые находятся в жидкости. Одним из применений таких процессов является измельчение твёрдых включений в тяжёлых топливах, что используется для обработки котельного топлива с целью увеличения калорийности его горения.
Кавитационные устройства снижают вязкость углеводородного топлива, что позволяет снизить необходимый нагрев и увеличить дисперсность распыления топлива в форсунке.
Кавитационные устройства используются для создания водно-мазутных и водно-топливных эмульсий и смесей, которые часто используются для повышения эффективности горения или утилизации обводнённых видов топлива.

### Применение в медицине
Кавитация, вызванная ультразвуковыми аппаратами направленного действия, используется в медицине.
Кавитация играет важную роль в урологии для дробления камней в почках и мочеточнике посредством ударной волны литотрипсии. Литотриптор — прибор, предназначенный для разрушения камней в мочеполовом тракте без открытого хирургического вмешательства.
В настоящее время исследованиями показано, что кавитация также может быть использована для перемещения макромолекул внутрь биологических клеток (сонопорация).
Кавитация, создаваемая прохождением ультразвука в жидкостной среде, используется в работе хирургических инструментов для бескровного иссечения тканей плотных органов (см. CUSA).
Кавитация также применяется в стоматологии при ультразвуковой чистке зубов, разрушая зубной камень и пигментированный налёт («налёт курильщика»), а также в косметологии для безинъекционной липосакции (лечение целлюлита и сокращение объёмов локальных жировых отложений).

### Для получения органических и органо-минеральных удобрений
Обычно органическими удобрениями принято считать навоз, помёт, торф и другие виды отходов/сырья. В своём исходном состоянии такие виды сырья обычно либо малопригодны в качестве удобрения, либо даже опасны. Например, навоз и помёт в своём изначальном состоянии относятся к отходам 3-го класса опасности и для их нейтрализации обычно используют способы ферментации и компостирования, которые позволяют получить безопасный продукт, пригодный для внесения в почву. 
Многочисленные опытные внедрения ещё с конца 90-х гг показали, что при кавитационной обработке органического сырья происходит увеличение выхода гуминовых и фульвовых кислот, являющихся основой органических удобрений, в водорастворимой фазе. Кроме того, кавитационная обработка приводит к частичному обеззараживанию органических. удобрений и устраняя неприятные запахи, если в качестве сырья используется помёт или навоз.
В исследованиях показано, что, например, в результате обработки в кавитационной установке ДЭВА-С.3 исходное сырьё (биогумус) твердые частицы измельчаются, что приводит к увеличению поверхности фазового контакта, открытию пор, их активации, часть химических элементов из твердой фазы исходного сырья переходит в растворенные формы. 
Классическая технология получения органических удобрений из торфа обычно состоит в замачивании сырья в течение 10-30 суток и добавлении около 10% щелочи (обычно, KOH) для выделения гуминовых кислот. Кавитационная обработка приводит к сокращению времени реакции по выделению сырья до 1-1,5 часов, а также уменьшению необходимого объёма добавляемой щёлочи до 1...2%.

## Лопастные насосы. Кавитация на стороне всасывания
Как правило, зона кавитации наблюдается вблизи зоны всасывания, где жидкость встречается с лопастями насоса. Вероятность возникновения кавитации тем выше,
- чем ниже давление на входе в насос;
- чем выше скорость движения рабочих органов относительно жидкости;
- чем более неравномерно обтекание жидкостью твёрдого тела (высокий угол атаки лопасти, наличие изломов, неровностей поверхности и т. п.)

## Центробежные насосы. Кавитация в уплотнении рабочего колеса
У классических центробежных насосов часть жидкости из области высокого давления проходит через щель между рабочим колесом и корпусом насоса в зону низкого давления. Когда насос работает с существенным отклонением от расчётного режима в сторону повышения давления нагнетания, расход утечек через уплотнение между рабочим колесом и корпусом возрастает (из-за увеличения перепада давления между полостями всасывания и нагнетания). Из-за высокой скорости жидкости в уплотнении возможно появление кавитационных явлений, что может привести к разрушению рабочего колеса и корпуса насоса.
Для насосов явление кавитации сильно зависит от напора всасывания. Минимальное значение напора всасывания, ограниченное появлением кавитации, производят кавитационные испытания образца и устанавливается срывная характеристика насоса, которая характеризует порог падения производительности, напора и КПД насоса в зависимости от напора всасывания. За предельное значение условно принимают такую величину напора всасывания, при которой напор насоса падает на 1—2 %.
Как правило, в бытовых и промышленных случаях режим кавитации в рабочем колесе насоса возможен при резком падении давления в системе отопления или водоснабжения: например, при разрыве трубопровода, калорифера или радиатора. Режим кавитации приводит к эрозии рабочего колеса насоса, и насос выходит из строя.

## Кавитация в двигателях
Некоторые большие по размеру дизельные двигатели страдают от кавитации из-за высокого сжатия и малогабаритных стенок цилиндра. В результате в стенках цилиндра образовываются отверстия, которые приводят к тому, что охлаждающая жидкость начинает попадать в цилиндры двигателя. Предотвратить нежелательные явления возможно при помощи химических добавок в охлаждающую жидкость, которые образуют защитный слой на наружных (внешних) стенках гильзового типа цилиндра. Этот слой будет подвержен той же кавитации, но он может самостоятельно восстанавливаться.

## Измерение
Уровень кавитации измеряют (как правило в относительных единицах) с помощью приборов, называемых кавитометрами.